# 蔡芷璇
蔡芷璇（英語：Gigi Choi Tsz Shuen，1990年5月16日—），前香港新聞工作者、前任亞洲電視港聞記者及新聞主播。

## 生平
蔡芷璇1990年出生於香港，早年曾就讀香港大學及香港城市大學新聞系學士畢業，2014年至16年間曾加入亞洲電視，2015年起，曾任職亞視新聞當做十二點半新聞報道、新聞簡報及六點鐘天氣報告等主持人。
2016年2月5日，《夜間新聞》播映最後一集，由在一句「有緣再會」，結束短短兩年亞視新聞部記者生涯的蔡芷璇，憶述自己由2014年的亞視實習生到上年畢業後轉為全職記者，再到今年成為主播，大感自豪。粵語新聞記者蔡芷璇主持，當晚兩位主播在最後與觀眾道別，向鏡頭說「有緣再會」。
其後於轉到東方日報任職記者，2017年開始，她再轉行擔任傳媒公關主任。

## 外部連結
- 亞視熄機在即　最後一批記者的自白 （页面存档备份，存于）